# Chde
Chde (georgiska: ხდე) är ett vattendrag i Georgien. Det ligger i den nordöstra delen av landet, nära gränsen till Ryssland.